# A-16攻擊機
A-16攻擊機是美國諾斯洛普公司由一種在1933年研製的單發動機多用途飛機上研發的雙座攻擊機，廠方名稱為伽瑪2E（Gamma 2E），為一種全鋁合金製和採用固定式起落架的攻擊機，原本其軍方名稱為YA-13，但在更換發動機後改稱為XA-16，不過美國軍方在諾斯洛普生產了一架作為測試後拒絕使用，諾斯洛普唯有把此機用於外銷給當時正要面對日軍威脅的中國，其後諾斯洛普以此為基礎發展出A-17而終獲美軍採用。

## 基本資料
- 機長：9.04米
- 翼展：14.63米
- 機高：2.79米
- 最快時速：341公里/小時
- 巡航時速：314公里/小時
- 航程：1609公里
- 昇限：6,706米
- 乘員：2人
- 武裝：機翼4挺白朗寧M1919中型機槍+後方一挺同型機槍+翼下可掛上499公斤炸彈

## A-16在中國
在抗戰爆發前，國民政府和諾斯洛普簽訂合作合同，根據合同諾斯洛普要提供150架A-16給中國，並要在杭州中央飛機製造廠生產，但最後只有47架而其中25架在杭州生產，該批47架A-16成為抗戰初期中國空軍主要的攻擊機。

## 中國戰場的實戰
1937年中日戰爭爆發，中日兩軍隨即在上海進行淞滬會戰，由於當時中國空軍的作戰目標是對地和對海轟炸以支援陸軍和海車，裝備A-16的第一和第二大隊奉命轟炸在上海的日軍據點和在長江的日艦，8月14日早下，第二大隊的A-16掛上延遲引信的炸彈轟炸在吳淞口的日艦但並無炸中，另外第一大隊的A-16則轟炸日軍的公大機場和滙山碼頭，下午國軍的A-16再次出動去轟炸公大紗廠（已被日本人改為軍事基地），今次改用觸發引信而且炸彈全部命中而立即爆炸，但突然出現一隊日軍九五式水上偵察機對國軍的A-16發動攻擊，這時一架由友軍飛行員周廷芳駕駛霍克三戰鬥機趕來增援把日機打走，但A-16仍有多架被日機打傷尤其是後部機槍手有多人陣亡。
8月19日（一說9月4日）中國空軍第2大隊第9中隊飛行員沈崇誨因其駕駛A-16發動機故障，但他選擇駕機向日艦俯衝，最後和日艦同歸於盡，11月11日，中國空軍3架A-16轟炸停泊在浙江舟山群島海域的日軍龍驤號航空母艦，炸毀了在飛行甲板的13架日機，並且讓龍驤號要回日本修理兩個月。
1938年再出擊安徽蚌埠及河南新鄉各一次，但在出擊山東時遇上日軍戰鬥機，傷亡慘重後把其餘未受損的A-16移交成都飛行士校作飛行訓練之用。

## 使用國家
- 美国
- 中華民國

## 外部連結
- 中美合作生產的諾斯羅甫「伽瑪2E」型輕轟炸機（页面存档备份，存于）
- 中國空軍重創日本“龍驤”號航母（页面存档备份，存于）